# NGC 6917
NGC 6917 (другие обозначения — PGC 64715, UGC 11563, MCG 1-52-7, ZWG 399.10, IRAS20249+0755) — галактика в созвездии Дельфин.
Этот объект входит в число перечисленных в оригинальной редакции «Нового общего каталога».